# سیمون مارتیروسیان

سیمون مارتیروسیان (ارمنی: Սիմոն Մարտիրոսյան; زاده ۱۷ فوریهٔ ۱۹۹۷ در هایکاشن) وزنه‌بردار اهل ارمنستان است
مارتیروسیان در بازی‌های المپیک تابستانی جوانان ۲۰۱۴ برنده مدال طلا شد. وی قهرمانی وزنه‌برداری اروپا در سال‌های ۲۰۱۹ در باتومی، گرجستان و ۲۰۱۷ در اسپلیت، کرواسی برنده مدال طلا و در سال ۲۰۱۶ برنده مدال برنز شد. مارتیروسیان نماینده ارمنستان در بازی‌های المپیک تابستانی ۲۰۱۶ در وزن ۱۰۵ کیلوگرم بود. وی در حرکت یک‌ضرب ۱۹۰ و در دوضرب ۲۲۷ کیلوگرم در مجموع ۴۱۷ وزنه را بالای سر برد و برنده مدال نقره شد.
وی هم‌اکنون رکورددار مجموع جهان در وزن ۱۰۹ کیلوگرم است. از افتخارات وی می‌توان به کسب مدال نقره در المپیک توکیو ۲۰۲۰ اشاره نمود.

## نتایج مهم
| ۲۰۱۶                             | ریو دو ژانیرو، برزیل         | ۱۰۵ ک‌گ  | ۱۸۵ | ۱۹۰ | ۱۹۵ | ۴   | ۲۲۰  | ۲۲۷     | ۲۳۴ | ۲   | ۴۱۷     | 2     |     |       |
| ۲۰۲۱                             | توکیو، ژاپن                  | ۱۰۹ ک‌گ  | ۱۹۰ | OR  | ۱۹۸ | 1   | ۲۲۸  | ۲۳۸     | ۲۳۸ | ۲۲۸ | ۴۲۳     | [ ۳ ] |     |       |
| قهرمانی جهان                     |                              |         |     |     |     |     |      |         |     |     |         |       |     |       |
| ۲۰۲۳                             | ریاض، عربستان سعودی          | +۱۰۹ ک‌گ | ۱۹۵ | ۲۰۰ | ۲۰۵ | ۲۰۰ | ۶    | ۲۴۰     | ۲۵۰ | ۲۵۵ | ۲۵۰     | 2     | ۳۲۰ | ۵     |
| ۲۰۱۴                             | آلماتی، قزاقستان             | ۱۰۵ ک‌گ  | ۱۷۸ | ۱۸۳ | ۱۸۳ | ۵   | ۲۱۳  | ۲۲۰     | ۲۲۱ | ۱۱  | ۳۹۶     | ۷     |     |       |
| ۲۰۱۵                             | هیوستون، ایالات متحده آمریکا | ۱۰۵ ک‌گ  | ۱۸۰ | ۱۸۶ | ۱۹۱ | 3   | ۲۱۶  | ۲۱۶     | ۲۱۶ | ۸   | ۴۰۲     | ۵     |     |       |
| ۲۰۱۸                             | عشق‌آباد، ترکمنستان           | ۱۰۹ ک‌گ  | ۱۹۰ | ۱۹۵ | ۱۹۷ | 2   | ۲۳۰  | ۲۴۰ CWR | –   | 1   | ۴۳۵ CWR | 1     |     |       |
| مسابقات قهرمانی وزنه‌برداری اروپا |                              |         |     |     |     |     |      |         |     |     |         |       |     |       |
| ۲۰۲۱                             | مسکو، روسیه                  | ک‌گ      |     |     |     | '   | -    |         |     |     | '       | -     |     |       |
| ۲۰۱۹                             | باتومی، گرجستان              | ۱۰۹ ک‌گ  | ۱۸۷ | ۱۹۲ | ۱۹۷ | 1   | ۲۲۵  | ۲۳۵     | –   | 1   | ۴۲۷     | 1     |     |       |
| ۲۰۱۷                             | اسپلیت، کرواسی               | ۱۰۵ ک‌گ  | ۱۸۴ | ۱۹۰ | ۱۹۰ | 1   | ۲۲۰  | ۲۲۰     | ۲۳۰ | 1   | ۴۱۴     | 1     |     |       |
| ۲۰۱۶                             | فورده، نروژ                  | ۱۰۵ ک‌گ  | ۱۸۲ | ۱۸۴ | ۱۸۵ | 2   | ۲۱۵  | ۲۲۰     | ۲۲۵ | 3   | ۴۰۲     | 3     |     |       |
| ۲۰۱۵                             | تفلیس، گرجستان               |         |     |     |     |     |      |         |     |     |         |       |     |       |
| جام جهانی                        |                              |         |     |     |     |     |      |         |     |     |         |       |     |       |
| ۲۰۲۴                             | پوکت، تایلند                 | ۱۰۹+ ک‌گ |     |     |     | ۱۹۵ | -    |         |     |     | ۲۴۵     | -     | ۴۴۰ | ۴     |
| قطر کاپ                          |                              |         |     |     |     |     |      |         |     |     |         |       |     |       |
| ۲۰۲۳                             | دوحه، قطر                    | +۱۰۹ ک‌گ |     |     |     | ۱۹۰ | {{}} |         |     | -   | ۲۴۰     | {{}}  | ۴۳۰ | [ ۵ ] |
| زیر ۲۳ سال اروپا                 |                              |         |     |     |     |     |      |         |     |     |         |       |     |       |
| ۲۰۱۷                             | دراج، آلبانی                 | ۱۰۵+ ک‌گ | ۱۸۶ | ۱۹۲ | ۱۹۷ | ۱   | ۲۳۰  | ۲۳۶     | ۲۳۶ | ۱   | ۴۳۳     | 1     |     |       |

۲۰۱۲ بخارست (۹۴)
۲۰۱۳ لیتوانی + ۹۴ کیلوگرم
۲۰۱۴ لیماسول ۱۰۵ کیلوگرم